# トルボヴリェ煙突
| トルボヴリェ煙 |  | トルボヴリェ煙 |
| トルボヴリェ煙 |  |                |

トルボヴリェ煙突（スロベニア語：Trboveljski dimnik、英：Trbovlje Chimney)は、ヨーロッパで一番高い煙突である。この煙突は、スロベニアのサヴァ川流域のトルボヴリェに位置する、トルボヴリェ石炭火力発電所の設備である。煙突の高さは360mであり、1976年に建設された。
スロベニア中部にあるザサフスカ地方に汚染源を集中して設置する（トルボヴリェに火力発電所は3つある）代償として、トルボヴリェや他の町への汚染を出来る限り薄くするために高い煙突が建てられた（高い煙突ほど、汚染が薄く拡散されやすくなる）。